# Partido Galego do Proletariado
El Partido Galego do Proletariado (PGP) fou un partit polític gallec de caràcter independentista i marxista-leninista format el 1978 en adoptar el nom d'Unión do Povo Galego-liña proletaria, la qual es considerava continuadora de la Unión do Povo Galego.
A les eleccions municipals espanyoles de 1979 la coalició Unidade Galega va incloure com a candidats independents a militants del PGP a les eleccions municipals, amb la qual cosa el PGP aconseguí tres regidors (a Santiago de Compostel·la, Monforte de Lemos i Vilaboa). El PGP també va constituir una plataforma que es va presentar a les eleccions al municipi de Vigo i va donar suport altres llistes, obtenint 3 regidors a Salvaterra de Miño. El PGP també presentà altres llistes, sota el nom comú d'Agrupación Electoral Galicia Ceibe en altres viles, sense obtenir representació.
Formà el seu propi front assembleari, Galicia Ceibe-OLN, i un front armat, la Loita Armada Revolucionaria, la qual cosa provocà que en 1980 la policia detingués alguns dirigents, entre ells Xosé Luís Méndez Ferrín. A més tingué una notable influència en la Confederación Sindical Galega. El partit deixà de funcionar el 1980.